# Washington Allston

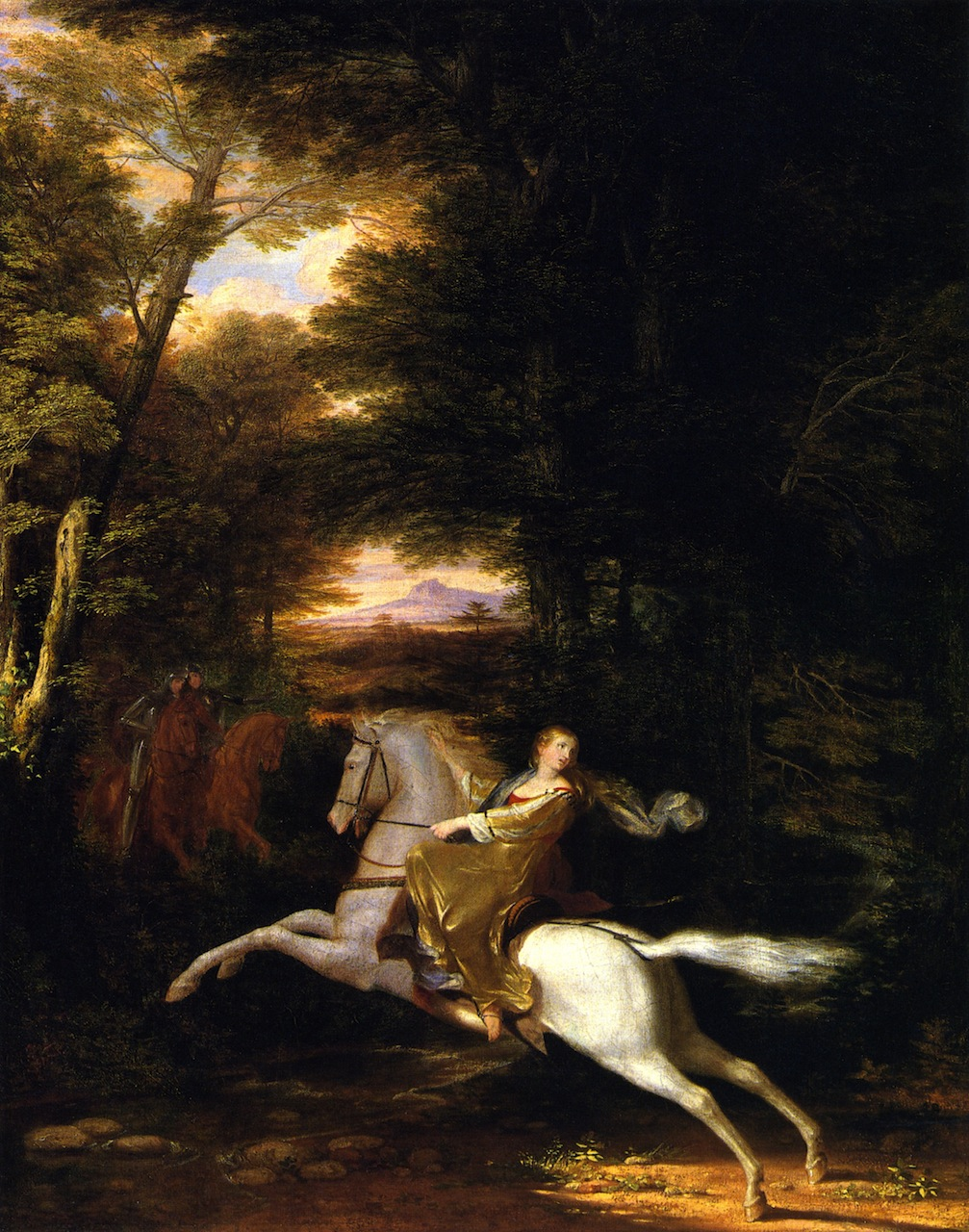
Washington Allston: Florimells Flucht, 1819

Washington Allston (* 5. November 1779 auf der Brook Green Plantage am Waccamaw River bei Charleston, South Carolina; † 9. Juli 1843 in Cambridge, Massachusetts) war ein US-amerikanischer Historien-, Porträt- und Landschaftsmaler des Klassizismus und der Romantik sowie Schriftsteller.

## Leben
Allston war der jüngere Sohn von Captain William Allston, der im Unabhängigkeitskrieg unter General Francis Marion gekämpft hatte, und dessen zweiter Ehefrau, Rachel Moore. Mit sieben Jahren kam Allston im Frühjahr 1787 nach Newport (Rhode Island) an die Robert Roger’s School, wo er u. a. ersten künstlerischen Unterricht durch seinen Schulfreund Edward Malbone erhielt. Später unterrichtete ihn dort auch der Maler Samuel King.
1796 begann Allston sein Studium an der Harvard University in Cambridge (Massachusetts), welches er vier Jahre später erfolgreich beenden konnte. Anschließend ließ sich Allston in Charleston als freischaffender Künstler nieder. Da sich aber keinerlei finanzieller Erfolg einstellen wollte, unternahm Allston 1801 eine Reise nach Großbritannien und ließ sich in London nieder. Als Schüler des Malers Benjamin West an der Royal Academy of Arts konnte Allston bereits 1802 mit Erfolg an einer Ausstellung teilnehmen.
Im November 1803 unternahm Allston zusammen mit dem Maler John Vanderlyn eine Studienreise nach Paris. Nach eigenen Aussagen gefiel es Allston (wahrscheinlich ob der politischen Situation) dort nicht und bereits Anfang 1804 reiste er über die Schweiz nach Italien. Anfang 1805 mietete er sich in der Villa Malta in Rom ein und fand auch bald Anschluss an die dort tätigen Künstlerkreise. Als Stammgast im Antico Caffè Greco machte Allston Bekanntschaft mit Asmus Carstens, Joseph Anton Koch, Gottlieb Schick und Bertel Thorvaldsen; auch Samuel Taylor Coleridge und Leslie und Washington Irving gehörten zu Allstons Bekanntenkreis. Während seiner Zeit in Rom setzte sich Allston aber nicht nur mit der zeitgenössischen Kunst (Nazarener) auseinander, sondern er studierte auch die antiken Meister.
Im Frühjahr 1808 kehrte Allston in die USA zurück und ließ sich in Boston als Maler nieder. Dort heiratete er am 19. Juni 1809 Ann Channing, eine Schwester von Pastor Dr. William Ellery Channing. 1811 ging Allston zusammen mit seiner Ehefrau und seinem Schüler Samuel Morse wieder nach London. Dort lernte er über Coleridge bald auch William Wordsworth und Robert Southey kennen, die er später dann auch porträtierte. Mit seinem Gemälde Dead man restored to life by touching the bones of the prophet Elisha hatte Allston anlässlich einer Ausstellung großen Erfolg und durch verschiedene Mäzene stellte sich auch ein erster finanzieller Erfolg ein.
Als am 2. Februar 1815 seine Ehefrau starb, verfiel Allston in eine tiefe Depression, von der er sich nur schwer erholte. Über zwei Jahre malte Allston kaum ein Bild und beschäftigte sich auch sonst nicht mit Kunst. 1817 wurde Allston als „Associate“ in die Royal Academy aufgenommen, 1826 wurde er in die American Academy of Arts and Sciences gewählt; ein Jahr später als Ehrenmitglied (Honorary NA) in die National Academy of Design. 1818 verließ Allston Großbritannien, ging zurück nach Massachusetts und ließ sich in Cambridgeport nieder. Langsam begann Allston wieder zu malen und am 1. Juni 1830 heiratete er dort Martha Remington Dana.
1839 fand in Boston eine große Einzelausstellung mit über 40 Werken Allstons statt; damit waren nahezu alle seine Werke (in den USA) zu bestaunen. Die letzten Jahre seines Lebens verbrachte Allston, immer wieder kränkelnd, zurückgezogen und kaum noch produktiv. Im Alter von 63 Jahren starb Washington Allston am 9. Juli 1843 in Cambridge und bereits einen Tag danach fand er seine letzte Ruhestätte in der Gruft der Familie Dana auf dem Friedhof von Cambridge.

## Werk
Allstons historische Gemälde zeichnen sich durch liebevolle Ausführung und Größe der Intention aus. Mit Rücksicht auf seinen Anschluss an die Venezianer nennen ihn seine Landsleute den „amerikanischen Tizian“. Indessen schlugen seine Bestrebungen nicht selten ins Theatralische und Manierierte um, und in vielen seiner Gemälde, wie in der Witch of Endor, in Belshazzar’s feast und Spalatro’s vision of the bloody hand etc., zeigt sich eine Hinneigung zum Mysteriösen und Grauenhaften.
Neben seinem bemerkenswerten künstlerischen Schaffen machte sich Allston auch als Schriftsteller einen Namen. Neben den vom Publikum wie von der offiziellen Kunstkritik gelobten Erzählungen veröffentlichte Allston auch einige kunsttheoretische Schriften.
Von seinen poetischen Arbeiten sind am bekanntesten die „Sonette“, in denen sich seine aufrichtige Verehrung alles Schönen und Edlen und seine warme Menschenliebe wohltuend aussprachen, und das größere Gedicht The sylphs of the seasons (1813), ein phantastisches Gedankenbild, das eine außerordentliche Herrschaft über die Sprache bekundet. Ähnliches kann man auch über seine Erzählung Monaldi (1842) oder Inez, the Spanish maid berichten.
Der Schriftsteller Richard Henry Dana veröffentlichte 1850 Allstons Lectures on art and poems und Moses F. Sweetser wurde 1879 Allstons erster Biograf.

## Werksauswahl (Gemälde)
- Jacob's dream
- Elijah in the desert fed by the ravens
- The angel releasing St. Peter from prison
- Dead man restoredto life by touching the bones of the prophet Elisha
- Witch of Endor
- Belshazzar's feast
- Spalatro's vision of the bloody hand
- Jason demanding to return to his father's kingdom (1807)
- Diana and her nymphsin the case (1805)
- Coast scene on the Mediterranen (1811)
- The valentine (1810)
- Saul
- Mirjam's chant

## Werksauswahl (Schriften)
- Sonnets
- The sylphs of the seasons (1813)
- Monaldi (1842)
- Inez, the Spanish maid
- Lectures on art and poems
- Nathalia Wright (Hrsg.): The correspondance of Washington Allston. University Press of Kentucks, Lexington, Ky 1993, ISBN 0-8131-1708-9
- Autobiographical works of Washington Allston. "Monaldi" and "The angel and the nightingale". Scholars Facsimiles & Reprints, Delmar, N.Y. 1991, ISBN 0-8201-1450-2 (Repr. d. Ausg. Boston 1841/1850)